# Kurt Masur

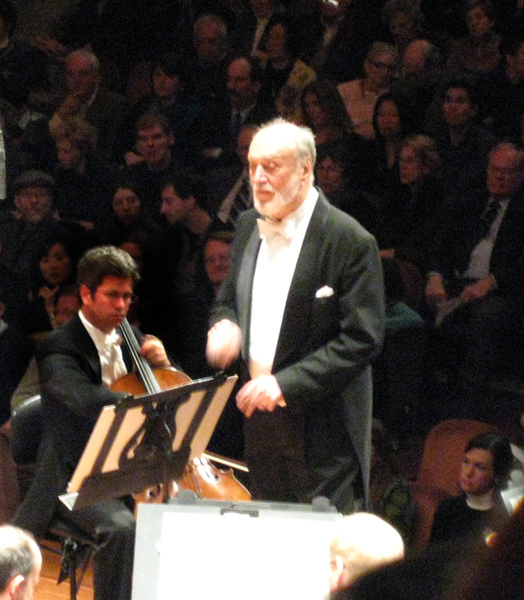
Kurt Masur conduzindo a Orquestra Sinfónica de San Francisco em 2007

Kurt Masur (18 de julho de 1927 — 19 de dezembro de 2015) foi um maestro alemão, particularmente conhecido por suas interpretações de música romântica alemã.

## Biografia
Kurt Masur nasceu em Brieg, na Baixa Silésia, então Alemanha (atual Brzeg na Polônia) e estudou piano, composição e condução em Leipzig, Saxônia. Masur foi casado por três vezes. Sua segunda esposa, com quem teve uma filha, faleceu em 1972 em um acidente automobilístico, no qual Masur saiu sériamente machucado. Ele e sua terceira esposa, Tomoko, tem um filho, Ken, um cantor erudito e maestro.

### Maestro
Masur conduziu a Orquestra Filarmônica de Dresden durante três anos, terminando em 1958 e novamente de 1967 até 1972. Ele também trabalhou com a Komische Oper Berlin, em Berlim Leste. Em 1970 tornou-se o maestro da Orquestra Gewandhaus de Leipzig, servindo no posto durante 26 anos, até 1996.
Em 1991, Masur sucedeu a Zubin Mehta como Diretor Musical da Orquestra Filarmônica de Nova Iorque. Durante esse período, muitos reportaram as tensões entre Masur e o Diretor Executivo da Filarmônica, Deborah Borda, o que eventualmente contribuiu para que seu contrato não fosse renovado, em 2002. Em uma entrevista a Charlie Rose, Masur disse que não era seu desejo deixar a Filarmônica. Masur deixou seu posto como Diretor Musical em 2002 e foi nomeado Diretor Musical Emérito, um título criado para si.
Em 2000, Masur tornou-se o maestro da Orquestra Filarmônica de Londres, permanecendo no cargo até 2007. Em abril de 2002, Masur tornou-se o Diretor Musical da Orquestra Nacional da França e serviu no cargo até 2008, quando ele tornou-se o Diretor Musical Honorário. Em seu aniversário de 80 anos, em 18 de julho de 2007, Masur conduziu os músicos de ambas as orquestras, no Proms, em Londres. Suas performances levaram a uma vasta gama de opiniões. Masur também apareceu como maestro convidado nas melhores orquestras do mundo e acabou se tornando o Maestro Convidado Honorário da Orquestra Filarmônica de Israel.

## Alunos
Entre os seus alunos contam-se Kahchun Wong, Matthias Manasi e Adrian Prabava.